# Ermyntrude Harvey
Pour les articles homonymes, voir Harvey.
Ermyntrude Hilda Harvey (1896 – 1973) est une joueuse de tennis britannique des années 1920. 
En 1927, elle a remporté l'US Women's National Championship en double dames aux côtés de Kathleen McKane, atteignant la finale à Wimbledon l'année suivante (avec Eileen Bennett).
En double mixte, elle a aussi été finaliste en 1925 sur le gazon londonien, associée à Vincent Richards.

## Palmarès (partiel)

### Titre en double dames
| No | Date       | Nom et lieu du tournoi                 | Catégorie | Surface      | Partenaire   | Finalistes             | Score         |          |
| -- | ---------- | -------------------------------------- | --------- | ------------ | ------------ | ---------------------- | ------------- | -------- |
| 1  | 22/08/1927 | US National Championships Forest Hills | G. Chelem | Gazon (ext.) | Kitty McKane | Betty Nuthall Joan Fry | 6-1, 4-6, 6-4 | Parcours |

### Finale en double dames
| No | Date       | Nom et lieu du tournoi      | Catégorie | Surface      | Vainqueures                    | Partenaire     | Score    |          |
| -- | ---------- | --------------------------- | --------- | ------------ | ------------------------------ | -------------- | -------- | -------- |
| 1  | 25/06/1928 | The Championships Wimbledon | G. Chelem | Gazon (ext.) | Peggy Saunders Phoebe Holcroft | Eileen Bennett | 6-2, 6-3 | Parcours |

### Finale en double mixte
| No | Date       | Nom et lieu du tournoi                 | Catégorie | Surface      | Vainqueures              | Partenaire       | Score    |          |
| -- | ---------- | -------------------------------------- | --------- | ------------ | ------------------------ | ---------------- | -------- | -------- |
| 1  | 17/08/1925 | US National Championships Forest Hills | G. Chelem | Gazon (ext.) | Kitty McKane John Hawkes | Vincent Richards | 6-2, 6-4 | Parcours |

## Parcours en Grand Chelem (partiel)
Si l’expression « Grand Chelem » désigne classiquement les quatre tournois les plus importants de l’histoire du tennis, elle n'est utilisée pour la première fois qu'en 1933, et n'acquiert la plénitude de son sens que peu à peu à partir des années 1950.

### En simple dames
| Année | Championnat d'Australasie Championnat d'Australie | Championnat d'Australasie Championnat d'Australie | Championnat de France Internationaux de France | Championnat de France Internationaux de France | Wimbledon       | Wimbledon        | US National | US National |
| ----- | ------------------------------------------------- | ------------------------------------------------- | ---------------------------------------------- | ---------------------------------------------- | --------------- | ---------------- | ----------- | ----------- |
| 1923  | -                                                 | -                                                 | -                                              | -                                              | 3e tour (1/16)  | Dorothy Shepherd | -           | -           |
| 1924  | -                                                 | -                                                 | -                                              | -                                              | 1er tour (1/32) | Molla Bjurstedt  | -           | -           |
| 1925  | -                                                 | -                                                 | 3e tour (1/8)                                  | Julie Vlasto                                   | 1er tour (1/32) | Evelyn Colyer    | -           | -           |
| 1926  | -                                                 | -                                                 | -                                              | -                                              | 1er tour (1/32) | Enid Clarke      | -           | -           |
| 1927  | -                                                 | -                                                 | -                                              | -                                              | 4e tour (1/8)   | Elizabeth Ryan   | -           | -           |
| 1928  | -                                                 | -                                                 | -                                              | -                                              | 4e tour (1/8)   | Helen Wills      | -           | -           |
| 1929  | -                                                 | -                                                 | -                                              | -                                              | 3e tour (1/16)  | May Sutton       | -           | -           |
| 1930  | -                                                 | -                                                 | -                                              | -                                              | 3e tour (1/16)  | Mary McIlquham   | -           | -           |
| 1931  | -                                                 | -                                                 | -                                              | -                                              | 2e tour (1/32)  | Margaret Scriven | -           | -           |
| 1932  | -                                                 | -                                                 | -                                              | -                                              | 2e tour (1/32)  | Peggy Saunders   | -           | -           |
| 1933  | -                                                 | -                                                 | -                                              | -                                              | 2e tour (1/32)  | Beatrice Feltham | -           | -           |
| 1934  | -                                                 | -                                                 | -                                              | -                                              | 3e tour (1/16)  | Cilly Aussem     | -           | -           |
| 1935  | -                                                 | -                                                 | -                                              | -                                              | 1er tour (1/64) | Joan Ingram      | -           | -           |
| 1936  | -                                                 | -                                                 | -                                              | -                                              | 1er tour (1/64) | Simonne Mathieu  | -           | -           |
| 1937  | -                                                 | -                                                 | -                                              | -                                              | 2e tour (1/32)  | Helen Jacobs     | -           | -           |
| 1938  | -                                                 | -                                                 | -                                              | -                                              | 2e tour (1/32)  | Margaret Morphew | -           | -           |
| 1939  | -                                                 | -                                                 | -                                              | -                                              | 1er tour (1/64) | Magda Rurac      | -           | -           |

À droite du résultat, l’ultime adversaire.

### En double dames
| Année | Championnat d'Australasie Championnat d'Australie | Championnat d'Australasie Championnat d'Australie | Internationaux de France | Internationaux de France | Wimbledon                     | Wimbledon                  | US National           | US National            |
| ----- | ------------------------------------------------- | ------------------------------------------------- | ------------------------ | ------------------------ | ----------------------------- | -------------------------- | --------------------- | ---------------------- |
| 1925  | -                                                 | -                                                 | 1/2 finale M. McIlquham  | S. Lenglen Julie Vlasto  | -                             | -                          | -                     | -                      |
| 1927  | -                                                 | -                                                 | -                        | -                        | -                             | -                          | Victoire Kitty McKane | Betty Nuthall Joan Fry |
| 1928  | -                                                 | -                                                 | -                        | -                        | Finale E. Bennett             | P. Saunders P. Holcroft    | -                     | -                      |
| 1929  | -                                                 | -                                                 | -                        | -                        | 1/2 finale M. McIlquham       | P. Saunders P. Holcroft    | -                     | -                      |
| 1930  | -                                                 | -                                                 | 1/2 finale Joan Fry      | E. Ryan Helen Wills      | 2e tour (1/16) Joan Fry       | S. Barbier S. Mathieu      | -                     | -                      |
| 1931  | -                                                 | -                                                 | -                        | -                        | 1er tour (1/32) M. McIlquham  | Doris Metaxa Josane Sigart | -                     | -                      |
| 1932  | -                                                 | -                                                 | -                        | -                        | 1/2 finale P. Holcroft        | Doris Metaxa Josane Sigart | -                     | -                      |
| 1933  | -                                                 | -                                                 | -                        | -                        | 3e tour (1/8) P. Holcroft     | S. Mathieu E. Ryan         | -                     | -                      |
| 1934  | -                                                 | -                                                 | -                        | -                        | 1er tour (1/32) Mary Hardwick | Kitty McKane M. Scriven    | -                     | -                      |
| 1935  | -                                                 | -                                                 | -                        | -                        | 1/4 de finale Joan Ingram     | S. Mathieu H. Sperling     | -                     | -                      |
| 1936  | -                                                 | -                                                 | -                        | -                        | 3e tour (1/8) Mary Hardwick   | D. Andrus Sylvie Jung      | -                     | -                      |
| 1937  | -                                                 | -                                                 | -                        | -                        | 3e tour (1/8) Mary Hardwick   | Freda James Kay Stammers   | -                     | -                      |
| 1938  | -                                                 | -                                                 | -                        | -                        | 2e tour (1/16) Mary Heeley    | Doris Metaxa Josane Sigart | -                     | -                      |
| 1939  | -                                                 | -                                                 | -                        | -                        | 1/4 de finale Phyllis King    | Freda James Kay Stammers   | -                     | -                      |
| 1946  | -                                                 | -                                                 | -                        | -                        | 1er tour (1/32) Susan Noel    | A. McOstrich Jean Saunders | -                     | -                      |
| 1947  | -                                                 | -                                                 | -                        | -                        | 1/4 de finale Joan Ingram     | Doris Hart P. Canning      | -                     | -                      |
| 1948  | -                                                 | -                                                 | -                        | -                        | 1er tour (1/32) Audrey Wright | A. Ullstein Maria Weiss    | -                     | -                      |

Sous le résultat, la partenaire ; à droite, l’ultime équipe adverse.

### En double mixte
| Année | Championnat d'Australasie Championnat d'Australie | Championnat d'Australasie Championnat d'Australie | Internationaux de France | Internationaux de France  | Wimbledon | Wimbledon | US National        | US National              |
| ----- | ------------------------------------------------- | ------------------------------------------------- | ------------------------ | ------------------------- | --------- | --------- | ------------------ | ------------------------ |
| 1925  | -                                                 | -                                                 | -                        | -                         | -         | -         | Finale V. Richards | Kitty McKane John Hawkes |
| 1930  | -                                                 | -                                                 | 1/4 de finale P. Hughes  | P. Holcroft Colin Gregory | -         | -         | -                  | -                        |

Sous le résultat, le partenaire ; à droite, l’ultime équipe adverse.